# Arhopala dohertyi
Arhopala dohertyi är en fjärilsart som beskrevs av George Thomas Bethune-Baker 1903. Arhopala dohertyi ingår i släktet Arhopala och familjen juvelvingar. Inga underarter finns listade i Catalogue of Life.